# Florarctus
Genre
Florarctus est un genre de tardigrades de la famille des Halechiniscidae. 

## Liste des espèces
Selon Degma, Bertolani et Guidetti, 2015 :
- Florarctus acer Renaud-Mornant, 1989
- Florarctus antillensis Van der Land, 1968
- Florarctus asper Renaud-Mornant, 1989
- Florarctus cervinus Renaud-Mornant, 1987
- Florarctus cinctus Renaud-Mornant, 1976
- Florarctus glareolus Noda, 1987
- Florarctus heimi Delamare Deboutteville & Renaud-Mornant, 1965
- Florarctus hulingsi Renaud-Mornant, 1976
- Florarctus kwoni Chang & Rho, 1997
- Florarctus pulcher Grimaldi de Zio, Lamarca, D’Addabbo Gallo & Pietanza, 1999
- Florarctus salvati Delamare Deboutteville & Renaud-Mornant, 1965
- Florarctus stellatus Renaud-Mornant, 1989
- Florarctus vulcanius Renaud-Mornant, 1987
- Florarctus wunai Fujimoto, 2015

## Publication originale
- Delamare Deboutteville & Renaud-Mornant, 1965 : Un remarquable genre de Tardigrades des sables coralliens de Nouvelle-Calédonie. Comptes rendus hebdomadaires des séances de l'Académie des sciences, vol. 260, p. 2581-2583 (texte intégral).